# Gonocarpus rudis
Gonocarpus rudis là một loài thực vật có hoa trong họ Haloragaceae. Loài này được (Benth.) Orchard miêu tả khoa học đầu tiên năm 1975.